# Thermovoltaik
Die Thermovoltaik ist das Arbeitsgebiet der Physik, das sich mit der direkten Umwandlung von Wärmeenergie in elektrische Energie befasst.
Dies ermöglicht auch die Verwendung von Wärme als Energiespeicher.
Wenn zwei unterschiedliche Metalle oder Halbleiter miteinander kontaktiert werden, entsteht je nach deren Stellung in der thermoelektrischen Spannungsreihe meist ein thermoelektrischer Potenzialunterschied. Am anderen Ende der Paarung kann dann eine elektrische Spannung gemessen werden, wenn die Kontakt- und die Messstelle unterschiedliche Temperaturen aufweist (Thermoelement). Diese geringe Thermospannung (einige µV/K Temperaturdifferenz) ist bei Belastung oder Kurzschluss mit einem verhältnismäßig hohen Strom verbunden, wenn/weil der Stromweg einen entsprechenden Querschnitt bzw. elektrischen Widerstand aufweist. Auf diese Weise fanden sich Anwendungen, die über die bloße Temperaturmessung hinausgehen.
Während die elektrische Leerlaufspannung (Thermokraft) annähernd proportional zur Temperaturdifferenz ist, wird der elektrische Strom bei Kurzschluss eines Thermoelementes neben der Temperaturdifferenz durch den Leiter-Querschnitt bestimmt. Die Wärmeleitung entlang der Temperaturdifferenz wird selbst bei den geeignetsten Paarungen nur zu einem kleinen Teil durch den elektrischen Strom übernommen. Daher steigt bei Thermogeneratoren die nutzbare elektrische Leistung annähernd mit dem Quadrat des Wärmestromes bzw. der Wärmeleistung an. Strom und Spannung sind hingegen jeweils grob angenähert proportional zum Wärmestrom.

## Klassische Einsatzmöglichkeiten
- Thermogenerator: er besteht meist aus einer elektrischen Reihenschaltung von geeigneten Thermoelementen, die parallel im Wärmestrom liegen. Die erzeugte Spannungssumme erreicht auf diese Weise praktisch verwendbare Werte im Volt-Bereich. Die Absoluttemperatur der heißen Seite ist durch das Material auf etwa 120 °C begrenzt.
- Zündsicherung (Sicherungselement in Gasbrennern): der durch die Wärme der Gasflamme in einem Thermoelement generierte Strom hält mit wenigen Millivolt, jedoch hohem Strom ein Magnetventil offen.
- Temperaturmessung: es stehen standardisierte Thermopaarungen zur Verfügung, die für maximale  Temperaturen von 450 bis etwa 1800 °C geeignet sind. Typische Thermospannungen sind 5…40 µV/K Temperaturdifferenz, genaue Angaben finden sich bei den Herstellern.
- Wärmestrommessung/Thermosäule/Bolometer: Temperaturdifferenzen erzeugen an Thermoelementanordnungen eine Spannung, die ein Maß für den Wärmedurchgang oder (bei Infrarot-Strahlungsabsorption) für die Strahlungsleistung oder Leistungsflussdichte ist. Einsatz in der Bauphysik und zur Strahlleistungsmessung.[3]

## Thermovoltaikspeicher
Es ist möglich, Energie in Graphit zu speichern und zurückzugewinnen. Dabei wurde ein Wirkungsgrad (vgl. Dampfturbine 30 %) von 32–40 % gemessen.
Die Temperaturen im Speicher liegen dabei zwischen 1900 und 2400 Grad Celsius. Die Hitze wird im Graphit gespeichert, zur Rückgewinnung in Wolfram eingeleitet und strahlt von dort als Infrarot in spezielle Photovoltaikzellen. Die PV-Zellen verwandeln die Wärmestrahlung wieder in verwendbaren Strom. Derartige Speicher sind belastbarer als Dampfturbinen, da die Turbinen nur bis 1500 Grad effektiv arbeiten, verschleißen und folglich mehr Wartung bedürfen. Ein weiterer Vorteil, vor allem gegenüber Lithium-Ionen Akkus, liegt im vergleichsweise geringen Preis für Graphit und dessen Verfügbarkeit. Das Startup Fourth Energy plant für 2026 die Fertigstellung eines Prototyps mit einer Kapazität von 1 MWh.